# Робін Гуд: Принц злодіїв
Робін Гуд: Принц злодіїв (англ. Robin Hood: Prince of Thieves) — американський пригодницький фільм 1991 року.

## Сюжет
Робін із Локслі, англійський дворянин, разом із другом і засудженим до смерті мавром Азімом, тікає з арабського полону, в який потрапив під час хрестового походу. Під час втечі приятеля Робіна смертельно ранять і він вирішує залишитися і померти в битві, щоб дати час піти іншим, перед цим попросивши Робіна піклуватися про свою сестру Меріан. Повернувшись з Азімом в Англію, Робін виявляє, що його маєток розорений, батько убитий, а землі захопив шериф Ноттінгема, користуючись відсутністю короля Річарда, законного короля Англії і збираючись скинути його з англійського трону. Зібравши в Шервудському лісі загін з йоменів, Робін Гуд починає мстити шерифу і допомагати простим людям. Незабаром лісова армія Робіна Гуда починає створювати великі проблеми шерифу. Він призначає велику нагороду за голову ватажка, але народ не видає свого героя. Шериф закликає на допомогу найманців, яких набирає з кельтів. Вони проводять успішну операцію і розорюють лігво розбійників, але великій частині повстанців вдається сховатися. Тим часом шериф Ноттінгема збирається силою взяти в дружини Меріан Дюбуа і стати особою королівської крові. У день, коли повинна відбутися страта полонених повстанців і весілля шерифа, Робін Гуд проводить ризиковану операцію. Йому і його помічникам вдається відбити друзів і зупинити шерифа. У вирішальній сутичці Робін бере гору над шерифом, а Азім вбиває відьму Мортіанну.

## У ролях
| Актор                      | Роль             |
| -------------------------- | ---------------- |
| Кевін Костнер              | Робін Гуд        |
| Морган Фріман              | Азім             |
| Мері Елізабет Мастрантоніо | Меріан Дюбуа     |
| Крістіан Слейтер           | Вілл Скарлетт    |
| Алан Рікман                | Шериф Георг      |
| Джеральдін Мак-Еван        | Мортіанна        |
| Майкл МакШейн              | чернець Тук      |
| Майкл Вінкотт              | Гай Гісборн      |
| Брайан Блессід             | лорд Локслі      |
| Нік Брімбл                 | Маленький Джон   |
| Су Друе                    | Фанні            |
| Деніел Ньюман              | Вульф            |
| Деніел Пікок               | Бик              |
| Волтер Сперроу             | Дункан           |
| Гарольд Інносент           | єпископ Херефорд |

## Цікаві факти
- Шон Коннері, який зіграв короля Річарда (немає в титрах), отримав за два знімальні дні 250 000 доларів. Ці гроші він пожертвував на благодійність.
- Роль шерифа Ноттінгемського спочатку запропонували Річарду Гранту. У підсумку ж вона дісталася Алану Рікману.
- У сцені біля водоспаду, де Робін Гуд з'являється оголеним, Кевіна Костнера підміняв дублер.
- Сценарій фільму, написаний Пеном Демшемом і Джоном Вотсоном, був придбаний за 1,2 мільйона доларів.
- Роль Меріан була призначена акторці Робін Райт Пенн, але вона вибула з проєкту через вагітність. Мері Елізабет Мастрантоніо отримала цю роль лише за чотири дні до початку зйомок.
- Шону Коннері було спочатку запропоновано виконати епізодичну роль лорда Локслі, але він від неї відмовився, оскільки вважав, що за останні роки зіграв дуже багато батьків.
- Під час знімання нападу кельтів один і той самий каскадер зображував різних людей, яких вбивали.
- В одній з британських телепередач Мел Гібсон зізнався у тому, що йому пропонували головну роль, але він відмовився, оскільки недавно зіграв Гамлета.
- Фільм був номінований на «Оскар» і «Золотий глобус» у категорії «найкраща пісня».
- За найкращу чоловічу роль другого плану Алан Рікман був відзначений премією Британської кіноакадемії BAFTA і премією лондонських кінокритиків. Кевіну Костнеру присудили «Золоту малину» за найгіршу чоловічу роль, а Крістіан Слейтер був номінований на цю премію в категорії «найгірший актор другого плану».
- Сцена, в якій Робін Гуд передає телескоп Азіму, схожа зі сценою в «Той, що танцює з вовками» (1990), де Данбар (Костнер) передає телескоп Разючому птаху.